# Azkorri
La playa de Azkorri o Gorrondatxe, ubicada en el municipio vizcaíno de Guecho, País Vasco (España), es una playa con arena, rocas y vegetación.
En esta playa se está llevando a cabo un experimento de regeneración dunar, que consiste en plantación de vegetación y la instalación de captadores de arena para la fijación de la vegetación.
En esta playa se practica nudismo. Es la playa de referencia para el colectivo LGBTIQ+ en la zona.

## Área
- Bajamar: 96.374 m²
- Pleamar: 51.774 m²

## Estratotipo de la base del Luteciense
En los afloramientos rocosos de la playa, la Unión Internacional de Ciencias Geológicas ha establecido la sección y punto de estratotipo de límite global de la base del piso Luteciense (datado en 47,8 ± 0,2 millones de años), segundo del Eoceno, referente  mundial para esta unidad cronoestratigráfica de la escala temporal geológica.